# Volo Commonwealth Commuter 317
Il volo Commonwealth Commuter 317 era un volo di linea per pendolari da Pittsburgh, in Pennsylvania, a Johnstown, nello stesso stato, operato da Air East. Il 6 gennaio 1974, mentre si avvicinava all'Aeroporto di Johnstown–Cambria County, il Beechcraft Model 99A che operava il volo si schiantò prima della pista dopo che non riuscì a mantenere la corretta velocità di volo compiendo invece una discesa prematura sotto la pista di avvicinamento sicura per ragioni non determinate. Dei 15 passeggeri e due membri dell'equipaggio a bordo, 11 passeggeri e il comandante dell'aereo persero la vita.

## L'aereo
L'aereo coinvolto nell'incidente, codice di registrazione N125AE, era un Beechcraft Model 99A di proprietà dell'Allegheny Airlines e gestito dall'Air East con il marchio Commonwealth Commuter di Allegheny Airlines. Era alimentato da due motori Pratt & Whitney Canada PT6, volò per la prima volta nel 1969 e aveva accumulato un totale di 7.503 ore di volo prima dello schianto.

## L'incidente
Il volo 317 decollò dall'aeroporto internazionale di Pittsburgh alle 18:15 del 6 gennaio 1974 su una rotta regolare per Johnstown. A bordo c'erano 15 passeggeri. Il comandante del volo, Daniel Brannon, 39 anni, aveva accumulato 6.331 ore di volo, incluse 383 ore nel Beechcraft 99A; il primo ufficiale, Gerald Knouff, 24 anni, aveva accumulato 1790 ore di volo, incluse 380 ore sul Beechcraft 99A. Entrambi i piloti erano stati assunti da Air East nel luglio 1973, circa sei mesi prima dell'incidente
Intorno alle 19:05, durante l'avvicinamento alla pista 33 dell'aeroporto di Johnstown–Cambria County a Richland Township, l'aereo scese al di sotto del rateo di discesa sicuro, quindi andò in stallo e i piloti persero il controllo. L'aereo troncò la parte superiore di una fila di luci di avvicinamento, volò sopra un'autostrada (US Route 219) e, mentre era in assetto con il muso sollevato, all'altezza delle ali, si schiantò contro la cima di un ripido terrapieno a circa 100 iarde dalla pista. "Era una questione di cinque piedi, e sarebbe andata bene", disse Warren Krise, un funzionario dell'Air East, in seguito al disastro.
L'aereo si distrusse all'impatto. La parte inferiore della fusoliera fu schiacciata verso l'alto, la parte superiore della cabina passeggeri crollò verso il basso e le pareti della cabina vennero piegate verso l'esterno. "Il muso è stato lanciato a 50-75 iarde dall'impatto, le ali sono state quasi tagliate dalla fusoliera e la sezione di coda è stata completamente recisa", come riportò un notiziario contemporaneo. La struttura del pavimento e gli attacchi dei sedili andarono distrutti, tutte le cinture di sicurezza rimasero intatte, ma i loro ancoraggi al pavimento erano distrutti. Sebbene il carburante del Beechcraft versato fuori dai serbatoi distrutti avesse inzuppato il relitto e molti dei passeggeri, non si scatenò alcun incendio.
Entrambi i piloti furono scaraventati fuori dall'aereo quando si spezzò. Brannon morì, mentre Knouff venne ricoverato in condizioni critiche, sopravvivendo. 10 dei 15 passeggeri a bordo persero la vita sul colpo, mentre un altro morì più tardi in un ospedale locale, portando il bilancio delle vittime a 12. I quattro passeggeri sopravvissuti rimasero tutti gravemente feriti; due di loro furono ricoverati in ospedale per più di due mesi dopo l'incidente. Gli investigatori del National Transportation Safety Board notarono che sei dei 17 occupanti dell'aereo, inclusi entrambi i piloti, erano stati scagliati lontano dall'aereo attraverso l'apertura lasciata dalla sezione del muso recisa; il primo ufficiale e un passeggero furono gli unici sopravvissuti tra quei sei. I restanti 11 passeggeri, compresi gli altri tre sopravvissuti, erano rimasti intrappolati nel relitto.
Quattro giovani che passavano sull'autostrada scoprirono il relitto del volo 317 intorno alle 19:15, circa 10 minuti dopo l'incidente, ma la catastrofe non era stata notata all'interno dell'aeroporto per diversi minuti. Dopo che il controllore del traffico aereo inviò la sua ultima trasmissione al volo, si occupò di altri compiti. Qualche tempo dopo, dopo che un agente di pista dell'Air East chiese se il controllore avesse comunicato con il volo, questi cercò senza successo di ristabilire le comunicazioni con il Beechcraft. A questo punto l'agente di rampa dell'Air East salì sulla sua auto e iniziando una perquisizione dell'aeroporto. Mentre guidava lungo la pista, incontrò un giovane, uno dei quattro passanti che avevano trovato il relitto, che lo informò che un aereo si era schiantato vicino alla fine della pista. L'agente di rampa tornò al terminal e informò il controllore, che avvisò il dipartimento di polizia. Il primo mezzo di soccorso giunse sul posto intorno alle 19:55.

## L'indagine
Il National Transportation Safety Board ricevette l'incarico di indagare sull'incidente.
Knouff disse agli investigatori che il comandante Brannon era un "perfezionista" che "seguiva il manuale in tutto ciò che faceva", ma aggiunse che, durante i precedenti voli insieme, aveva notato che Brannon aveva sviluppato l'abitudine di effettuare avvicinamenti e atterraggi più lenti rispetto alle velocità prescritte "a partire da 93 o 95 KIAS". Quando gli è stato chiesto se Brannon avesse usato quella tecnica la notte dell'incidente, Knouff rispose: "Potrebbe essere. Non ricordo se l'abbia fatto o no, ma forse".
Il National Transportation Safety Board concluse che l'incidente era stato causato da "una discesa prematura al di sotto di una discesa di avvicinamento sicura seguita da uno stallo e dalla perdita di controllo dell'aereo". Sebbene non sia stato possibile determinare il motivo della discesa prematura, gli investigatori conclusero che era probabilmente il risultato di "una discesa deliberata al di sotto dell'altitudine minima di discesa stabilita per stabilire un riferimento con le luci di avvicinamento ed effettuare l'atterraggio", "una disabilità visiva o illusione creata dai sistemi di illuminazione della pista/di avvicinamento" e/o "turbolenza alla fine dell'avvicinamento alla pista."

## Conseguenze
L'incidente portò direttamente alla fine di Air East, l'operatore del volo. Il 7 marzo 1974, la Federal Aviation Administration revocò il certificato di operatore aereo di Air East e ordinò alla compagnia aerea di interrompere immediatamente tutte le operazioni, accusando Air East di utilizzare piloti non qualificati e velivoli meccanicamente non sicuri. Un portavoce dell'FAA affermò che l'ordine di chiusura derivava da un'indagine sulle operazioni e sui registri di Air East all'indomani dell'incidente.
L'ordine di chiusura dichiarava in parte: "A causa di numerose violazioni, pratiche non sicure, politiche e tattiche coercitive... Air East, Inc., ha dimostrato di non possedere il giudizio, la responsabilità o la disposizione alla conformità richiesta a un titolare un certificato di operatore commerciale di aerotaxi."